# In God We Trust (Film)
In God We Trust (zu dt. Wir vertrauen auf Gott) ist ein US-amerikanischer Kurzfilm, der im Jahr 2000 unter der Regie von dem damals noch unbekannten Jason Reitman entstanden ist.

## Handlung
Der junge Mann Robert steht mitten auf der Straße und betrachtet das Wohnviertel, als er von einem heranfahrenden Auto erfasst wird und stirbt. Im Jenseits angekommen, muss er zunächst in ein Wartezimmer, wo er auf den Schreiber Gil trifft. Dieser erklärt Robert, dass er verdammt sei, da er im Diesseits viele schlechte Dinge getan habe. Er wird mit Gil zurück auf die Erde gesandt, wo er einsieht, ein schlechter Mensch gewesen zu sein. Robert besucht seine Freundin, seinen Vater, täuscht einen Bankraub vor und geht tanzen. Er ändert sich, wird nett, zuverlässig und optimistisch.

## Produktion
In God We Trust wurde im August 1999 in Los Angeles (Kalifornien), in Marina del Rey (Kalifornien) und in Santa Monica (Kalifornien) gedreht.
Er wurde von Watch Out for the Bears Productions produziert, die Verleihfirma war AtomFilms.

## Auszeichnungen (Auswahl)

### Austin Film Festival 2000
- Bester Kurzfilm

### Los Angeles Independent Film Festival 2000
- Publikumspreis

### Aspen Kurzfilm Festival 2000
- Publikumspreis
- Preis der Jury für Jason Reitman